# Scorpion
A Scorpion Drake kanadai rapper és énekes ötödik stúdióalbuma. 2018. június 29-én jelent meg a Cash Money Records, a Republic Records és a Young Money Entertainment gondozásában. A Scorpion egy dupla album ami 25 számból áll. Első lemeze elsősorban hiphop,  a második lemezét R&B és pop néven írták le. Az executive producer maga Drake volt, gyakori munkatársa 40 és Oliver El-Khatib menedzser mellett. A Scorpion közreműködői közt Jay-Z és Ty Dolla $ign, valamint Michael Jackson és Static Major posztumusz vokáljai szerepelnek.

## Dallista
A Side
1. Survival
2. Nonstop
3. Elevate
4. Emotionless
5. God's Plan
6. I'm Upset
7. 8 Out Of 10
8. Mob Ties
9. Can't Take A Joke
10. Sandra's Rose
11. Talk Up (Jay-Z közreműködésével)
12. Is There More

B Side
1. Peak
2. Summer Games
3. Jaded
4. Nice For What
5. Finesse
6. Ratchet Happy Birthday
7. That's How You Feel
8. Blue Tint (Future közreműködésével)
9. In My Feelings
10. Don't Matter To Me (Michael Jackson közreműködésével)
11. After Dark (Static Major és Ty Dolla $ign közreműködésével)
12. Final Fantasy
13. March 14